# Staatliche Antikensammlungen
Le Staatliche Antikensammlungen (Collezioni Nazionali di Oggetti Antichi) sono un museo di Monaco di Baviera, sito nel Kunstareal.

## Architettura
L'edificio chiamato Ausstellungsgebäude che ospita le collezioni museali, venne costruito per volere di Ludwig I. Il progetto venne affidato all'architetto Georg Friedrich Ziebland e venne ultimato nel 1848. il progetto prese spunto da un tempio della tarda età classica greca, ed ha proporzioni diverse rispetto alla Glyptothek, ubicata sull'altro lato del Königsplatz. Sopra l'ampio portico dell'edificio, sorretto da colonne, vi è il timpano, in cui la Baviera viene rappresentata come protettrice delle arti e dell'industria.

## Storia
L'edificio ospitò prima il museo reale di antiquariato, successivamente, dal 1898 al 1912, ospitò la galleria degli artisti della secessione di Monaco. Qualche anno dopo divenne la sede della Neue Staatsgalerie. Gravemente danneggiato dai bombardamenti della guerra, fu sottoposto a restauri, ed alla fine degli anni sessanta venne utilizzato per ospitare l'attuale collezione.

## Collezione

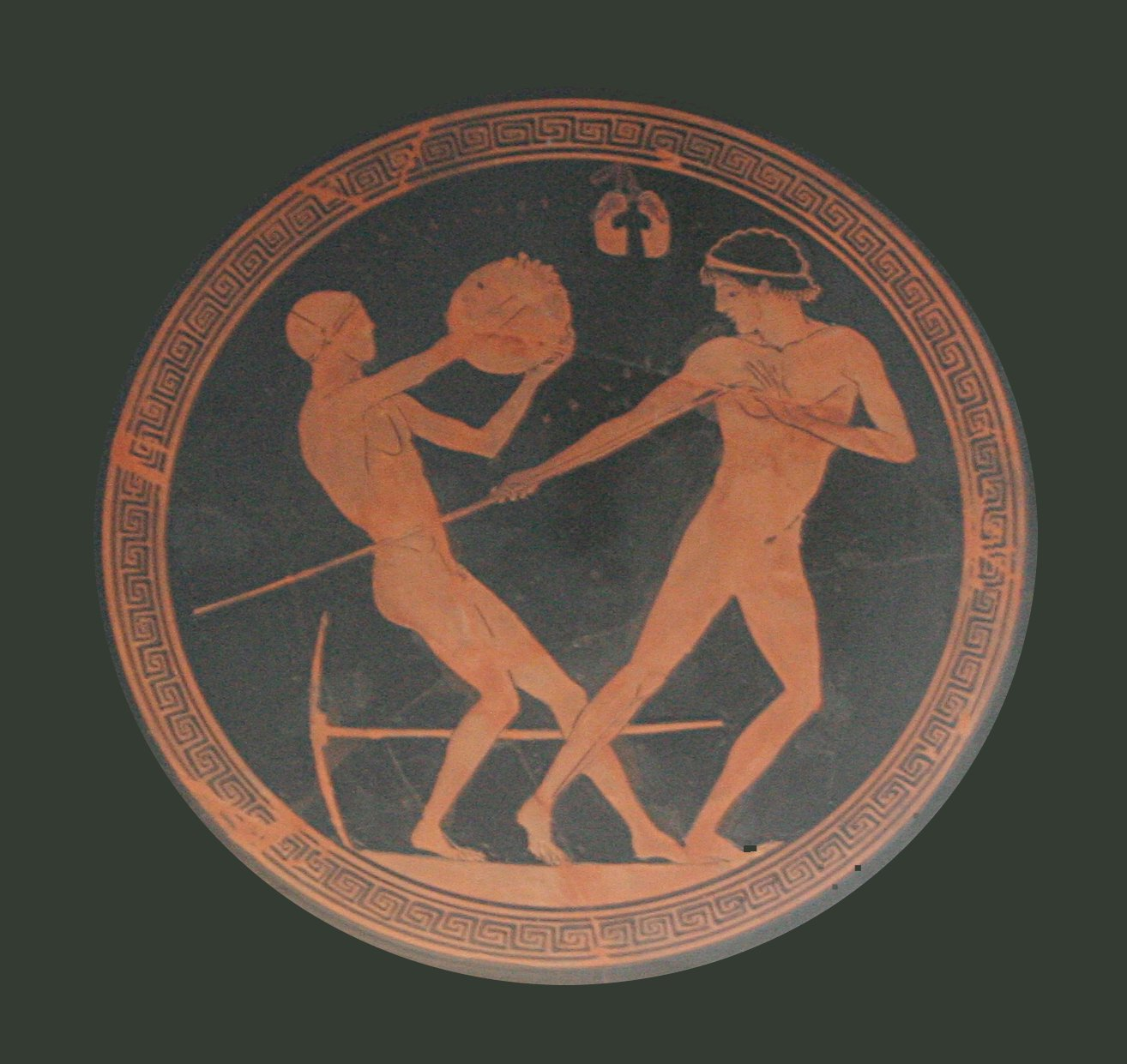
Atleti di pentathlon. Tondo interno da una kylix attica a figure rosse di Onesimos (490 a.C. circa).

L'impressionante collezione ospitata dal museo comprende vasi greci ed etruschi, porcellane ed opere in vetro, statue di bronzo e terracotta e, infine, gioielli. All'origine di tale collezione vi fu una donazione di Ludwig I, appassionato dell'arte del mondo antico. Della collezione fanno parte anche una serie di opere di pittori attici chiamati comunemente i Pittori di Monaco.